# Chef du Parti conservateur (Royaume-Uni)
Ne doit pas être confondu avec Président du Parti conservateur (Royaume-Uni).
Le chef du Parti conservateur (en anglais Leader of the Conservative Party) est le dirigeant du Parti conservateur, au Royaume-Uni.
L'actuelle titulaire du poste est Kemi Badenoch depuis le 2 novembre 2024.
Le président du parti a longtemps été désigné de manière opaque par les autres dirigeants. Le fonctionnement du parti se démocratise peu à peu à partir des années 1960 ; en 1965, la nomination est déterminée par le vote des députés conservateurs, puis s'ouvre aux adhérents à partir de 1998, ceux-ci étant alors amenés à choisir entre les deux derniers candidats sélectionnés par les parlementaires.

## 1834-1922
Jusqu'en 1922, il n'existe pas de poste formel de chef du Parti conservateur. Il y a un chef du parti dans chacune des chambres du Parlement du Royaume-Uni et ils sont considérés comme égaux à moins que l'un soit Premier ministre ou ancien Premier ministre ou lorsque l'un d'eux prend clairement l'ascendant sur l'autre.
Après le Parliament Act de 1911, la réduction du pouvoir de la Chambre des lords laisse penser que le chef conservateur à la Chambre des communes serait prééminent mais ce fait n'est formalisé que onze ans plus tard.
| Chef (naissance et décès)                                                                                            | Portrait | Nation de naissance                                                                                                  | Circonscription ou titre                                                                                             | Début de mandat  | Fin de mandat    | Premier ministre (mandat) | Premier ministre (mandat) |
| --- | --- | --- | --- | ---------------- | ---------------- | ------------------------- | ------------------------- |
| Sir Robert Peel (1788–1850)                                                                                          | | Angleterre | Tamworth | 18 décembre 1834 | 29 juin 1846     |                           | Lui-même 1834–35          |
| Sir Robert Peel (1788–1850)                                                                                          | Melbourne 1835–41 | Angleterre | Tamworth | 18 décembre 1834 | 29 juin 1846     |                           |                           |
| Sir Robert Peel (1788–1850)                                                                                          | Lui-même 1841–46 | Angleterre | Tamworth | 18 décembre 1834 | 29 juin 1846     |                           |                           |
| Edward Smith-Stanley 14e comte de Derby à partir de 1851 (1799–1869)                                                 | | Angleterre | Baron Stanley jusqu'en 1851 Comte de Derby à partir de 1851                                                          | 29 juin 1846     | 27 février 1868  |                           | Russell 1846–52           |
| Edward Smith-Stanley 14e comte de Derby à partir de 1851 (1799–1869)                                                 | Lui-même 1852 | Angleterre | Baron Stanley jusqu'en 1851 Comte de Derby à partir de 1851                                                          | 29 juin 1846     | 27 février 1868  |                           |                           |
| Edward Smith-Stanley 14e comte de Derby à partir de 1851 (1799–1869)                                                 | Aberdeen 1852–55 | Angleterre | Baron Stanley jusqu'en 1851 Comte de Derby à partir de 1851                                                          | 29 juin 1846     | 27 février 1868  |                           |                           |
| Edward Smith-Stanley 14e comte de Derby à partir de 1851 (1799–1869)                                                 | Palmerston 1855–58                                                                                                   | Angleterre | Baron Stanley jusqu'en 1851 Comte de Derby à partir de 1851                                                          | 29 juin 1846     | 27 février 1868  |                           |                           |
| Edward Smith-Stanley 14e comte de Derby à partir de 1851 (1799–1869)                                                 | Lui-même 1858–59 | Angleterre | Baron Stanley jusqu'en 1851 Comte de Derby à partir de 1851                                                          | 29 juin 1846     | 27 février 1868  |                           |                           |
| Edward Smith-Stanley 14e comte de Derby à partir de 1851 (1799–1869)                                                 | Palmerston 1859–65                                                                                                   | Angleterre | Baron Stanley jusqu'en 1851 Comte de Derby à partir de 1851                                                          | 29 juin 1846     | 27 février 1868  |                           |                           |
| Edward Smith-Stanley 14e comte de Derby à partir de 1851 (1799–1869)                                                 | Russell 1865–66 | Angleterre | Baron Stanley jusqu'en 1851 Comte de Derby à partir de 1851                                                          | 29 juin 1846     | 27 février 1868  |                           |                           |
| Edward Smith-Stanley 14e comte de Derby à partir de 1851 (1799–1869)                                                 | Lui-même 1866–68 | Angleterre | Baron Stanley jusqu'en 1851 Comte de Derby à partir de 1851                                                          | 29 juin 1846     | 27 février 1868  |                           |                           |
| Benjamin Disraeli 1er comte de Beaconsfield à partir de 1876 (1804–1881)                                             | | Angleterre | Buckinghamshire jusqu'en 1876 Comte de Beaconsfield à partir de 1876                                                 | 27 février 1868  | 19 avril 1881    |                           | Lui-même 1868             |
| Benjamin Disraeli 1er comte de Beaconsfield à partir de 1876 (1804–1881)                                             | Gladstone 1868–74 | Angleterre | Buckinghamshire jusqu'en 1876 Comte de Beaconsfield à partir de 1876                                                 | 27 février 1868  | 19 avril 1881    |                           |                           |
| Benjamin Disraeli 1er comte de Beaconsfield à partir de 1876 (1804–1881)                                             | Lui-même 1874–80 | Angleterre | Buckinghamshire jusqu'en 1876 Comte de Beaconsfield à partir de 1876                                                 | 27 février 1868  | 19 avril 1881    |                           |                           |
| Benjamin Disraeli 1er comte de Beaconsfield à partir de 1876 (1804–1881)                                             | Gladstone 1880–85 | Angleterre | Buckinghamshire jusqu'en 1876 Comte de Beaconsfield à partir de 1876                                                 | 27 février 1868  | 19 avril 1881    |                           |                           |
| Vacant Leader à la Chambre des lords – 3e marquis de Salisbury Leader à la Chambre des communes – Stafford Northcote | Vacant Leader à la Chambre des lords – 3e marquis de Salisbury Leader à la Chambre des communes – Stafford Northcote | Vacant Leader à la Chambre des lords – 3e marquis de Salisbury Leader à la Chambre des communes – Stafford Northcote | Vacant Leader à la Chambre des lords – 3e marquis de Salisbury Leader à la Chambre des communes – Stafford Northcote | 19 avril 1881    | 23 juin 1885     |                           |                           |
| Robert Gascoyne-Cecil 3e marquis de Salisbury (1830–1903)                                                            | | Angleterre | Marquis de Salisbury                                                                                                 | 23 juin 1885     | 11 juillet 1902  |                           | Lui-même 1885–86          |
| Robert Gascoyne-Cecil 3e marquis de Salisbury (1830–1903)                                                            | Gladstone 1886 | Angleterre | Marquis de Salisbury                                                                                                 | 23 juin 1885     | 11 juillet 1902  |                           |                           |
| Robert Gascoyne-Cecil 3e marquis de Salisbury (1830–1903)                                                            | Lui-même 1886–92 | Angleterre | Marquis de Salisbury                                                                                                 | 23 juin 1885     | 11 juillet 1902  |                           |                           |
| Robert Gascoyne-Cecil 3e marquis de Salisbury (1830–1903)                                                            | Gladstone 1892–94 | Angleterre | Marquis de Salisbury                                                                                                 | 23 juin 1885     | 11 juillet 1902  |                           |                           |
| Robert Gascoyne-Cecil 3e marquis de Salisbury (1830–1903)                                                            | Rosebery 1894–95 | Angleterre | Marquis de Salisbury                                                                                                 | 23 juin 1885     | 11 juillet 1902  |                           |                           |
| Robert Gascoyne-Cecil 3e marquis de Salisbury (1830–1903)                                                            | Lui-même 1895–1902                                                                                                   | Angleterre | Marquis de Salisbury                                                                                                 | 23 juin 1885     | 11 juillet 1902  |                           |                           |
| Arthur Balfour (1848–1930)                                                                                           | | Écosse | Manchester East jusqu'en 1906 City of London à partir de 1906                                                        | 11 juillet 1902  | 13 novembre 1911 |                           | Lui-même 1902–05          |
| Arthur Balfour (1848–1930)                                                                                           | C.-Bannerman 1905–08                                                                                                 | Écosse | Manchester East jusqu'en 1906 City of London à partir de 1906                                                        | 11 juillet 1902  | 13 novembre 1911 |                           |                           |
| Arthur Balfour (1848–1930)                                                                                           | Asquith 1908–16 | Écosse | Manchester East jusqu'en 1906 City of London à partir de 1906                                                        | 11 juillet 1902  | 13 novembre 1911 |                           |                           |
| Vacant Leader à la Chambre des lords – 5e marquis de Lansdowne Leader à la Chambre des communes – Andrew Bonar Law   | Vacant Leader à la Chambre des lords – 5e marquis de Lansdowne Leader à la Chambre des communes – Andrew Bonar Law   | Vacant Leader à la Chambre des lords – 5e marquis de Lansdowne Leader à la Chambre des communes – Andrew Bonar Law   | Vacant Leader à la Chambre des lords – 5e marquis de Lansdowne Leader à la Chambre des communes – Andrew Bonar Law   | 13 novembre 1911 | 10 décembre 1916 |                           |                           |
| Andrew Bonar Law (1858–1923)                                                                                         | | Nouveau-Brunswick | Bootle jusqu'en 1918 Glasgow Central à partir de 1918                                                                | 10 décembre 1916 | 21 mars 1921     |                           | Lloyd George 1916–22      |
| Vacant Leader à la Chambre des lords – Lord Curzon Leader à la Chambre des communes – Austen Chamberlain             | Vacant Leader à la Chambre des lords – Lord Curzon Leader à la Chambre des communes – Austen Chamberlain             | Vacant Leader à la Chambre des lords – Lord Curzon Leader à la Chambre des communes – Austen Chamberlain             | Vacant Leader à la Chambre des lords – Lord Curzon Leader à la Chambre des communes – Austen Chamberlain             | 21 mars 1921     | 23 octobre 1922  |                           | Lloyd George 1916–22      |

## Depuis 1922
Depuis 1922, un chef du Parti conservateur est formellement élu, même lorsque le parti est dans l'opposition. Au début, il est élu par une réunion conjointe des députés, pairs et candidats. Jusqu'en 1965, cette élection est une formalité pour la personne déjà choisie par le monarque pour former le gouvernement. Depuis 1965, une succession de scrutins sont organisés pour choisir entre les différents candidats.
| Chef (naissance–décès)          | Portrait           | Nation de naissance | Circonscription ou titre                                                    | Début de mandat                     | Fin de mandat     | Premier ministre (dates) | Premier ministre (dates) |
| ------------------------------- | ------------------ | ------------------- | --------------------------------------------------------------------------- | ----------------------------------- | ----------------- | ------------------------ | ------------------------ |
| Andrew Bonar Law (1858–1923)    |                    | Nouveau-Brunswick   | Glasgow Central                                                             | 23 octobre 1922 (réunion du parti)  | 28 mai 1923       |                          | Lui-même                 |
| Stanley Baldwin (1867–1947)     |                    | Angleterre          | Bewdley                                                                     | 28 mai 1923 (réunion du parti)      | 31 mai 1937       |                          | Lui-même 1923–24         |
| Stanley Baldwin (1867–1947)     | MacDonald 1924     | Angleterre          | Bewdley                                                                     | 28 mai 1923 (réunion du parti)      | 31 mai 1937       |                          |                          |
| Stanley Baldwin (1867–1947)     | Lui-même 1924–29   | Angleterre          | Bewdley                                                                     | 28 mai 1923 (réunion du parti)      | 31 mai 1937       |                          |                          |
| Stanley Baldwin (1867–1947)     | MacDonald 1929–35  | Angleterre          | Bewdley                                                                     | 28 mai 1923 (réunion du parti)      | 31 mai 1937       |                          |                          |
| Stanley Baldwin (1867–1947)     |                    | Angleterre          | Bewdley                                                                     | 28 mai 1923 (réunion du parti)      | 31 mai 1937       |                          |                          |
| Stanley Baldwin (1867–1947)     | Lui-même 1935–37   | Angleterre          | Bewdley                                                                     | 28 mai 1923 (réunion du parti)      | 31 mai 1937       |                          |                          |
| Neville Chamberlain (1869–1940) |                    | Angleterre          | Birmingham Edgbaston                                                        | 31 mai 1937 (réunion du parti)      | 9 octobre 1940    |                          | Lui-même 1937–40         |
| Neville Chamberlain (1869–1940) | Churchill 1940     | Angleterre          | Birmingham Edgbaston                                                        | 31 mai 1937 (réunion du parti)      | 9 octobre 1940    |                          |                          |
| Winston Churchill (1874–1965)   |                    | Angleterre          | Epping jusqu'en 1945 Woodford à partir de 1945                              | 9 octobre 1940 (réunion du parti)   | 21 avril 1955     |                          | Lui-même 1940–45         |
| Winston Churchill (1874–1965)   | Attlee 1945–51     | Angleterre          | Epping jusqu'en 1945 Woodford à partir de 1945                              | 9 octobre 1940 (réunion du parti)   | 21 avril 1955     |                          |                          |
| Winston Churchill (1874–1965)   | Lui-même 1951–55   | Angleterre          | Epping jusqu'en 1945 Woodford à partir de 1945                              | 9 octobre 1940 (réunion du parti)   | 21 avril 1955     |                          |                          |
| Anthony Eden (1897–1977)        |                    | Angleterre          | Warwick and Leamington                                                      | 21 avril 1955 (réunion du parti)    | 22 janvier 1957   |                          | Lui-même                 |
| Harold Macmillan (1894–1986)    |                    | Angleterre          | Bromley                                                                     | 22 janvier 1957 (réunion du parti)  | 11 novembre 1963  |                          | Lui-même                 |
| Alec Douglas-Home (1903–1995)   |                    | Angleterre          | Comte de Home jusqu'en 1963 Kinross and Western Perthshire à partir de 1963 | 11 novembre 1963 (réunion du parti) | 27 juillet 1965   |                          | Lui-même 1963–64         |
| Alec Douglas-Home (1903–1995)   | Wilson 1964–70     | Angleterre          | Comte de Home jusqu'en 1963 Kinross and Western Perthshire à partir de 1963 | 11 novembre 1963 (réunion du parti) | 27 juillet 1965   |                          |                          |
| Edward Heath (1916–2005)        | Edward Heath       | Angleterre          | Bexley jusqu'en 1974 Sidcup à partir de 1974                                | 27 juillet 1965                     | 11 février 1975   |                          |                          |
| Edward Heath (1916–2005)        | Edward Heath       | Angleterre          | Bexley jusqu'en 1974 Sidcup à partir de 1974                                | 27 juillet 1965                     | 11 février 1975   | Lui-même 1970–74         |                          |
| Edward Heath (1916–2005)        | Edward Heath       | Angleterre          | Bexley jusqu'en 1974 Sidcup à partir de 1974                                | 27 juillet 1965                     | 11 février 1975   | Wilson 1974–76           |                          |
| Margaret Thatcher (1925–2013)   |                    | Angleterre          | Finchley                                                                    | 11 février 1975                     | 27 novembre 1990  |                          |                          |
| Margaret Thatcher (1925–2013)   | Callaghan 1976–79  | Angleterre          | Finchley                                                                    | 11 février 1975                     | 27 novembre 1990  |                          |                          |
| Margaret Thatcher (1925–2013)   | Elle-même 1979–90  | Angleterre          | Finchley                                                                    | 11 février 1975                     | 27 novembre 1990  |                          |                          |
| John Major (1943–)              |                    | Angleterre          | Huntingdon                                                                  | 27 novembre 1990                    | 19 juin 1997      |                          | Lui-même 1990–97         |
| William Hague (1961–)           |                    | Angleterre          | Richmond, Yorks                                                             | 19 juin 1997                        | 13 septembre 2001 |                          | Blair 1997–2007          |
| Iain Duncan Smith (1954–)       |                    | Écosse              | Chingford and Woodford Green                                                | 13 septembre 2001                   | 6 novembre 2003   |                          | Blair 1997–2007          |
| Michael Howard (1941–)          |                    | Pays de Galles      | Folkestone and Hythe                                                        | 6 novembre 2003                     | 6 décembre 2005   |                          | Blair 1997–2007          |
| David Cameron (1966–)           |                    | Angleterre          | Witney                                                                      | 6 décembre 2005                     | 11 juillet 2016   |                          | Blair 1997–2007          |
| David Cameron (1966–)           | Brown 2007–10      | Angleterre          | Witney                                                                      | 6 décembre 2005                     | 11 juillet 2016   |                          |                          |
| David Cameron (1966–)           | Lui-même 2010–2016 | Angleterre          | Witney                                                                      | 6 décembre 2005                     | 11 juillet 2016   |                          |                          |
| Theresa May (1956–)             |                    | Angleterre          | Maidenhead                                                                  | 11 juillet 2016                     | 23 juillet 2019   |                          | Elle-même                |
| Boris Johnson (1964–)           |                    | États-Unis          | Uxbridge and South Ruislip                                                  | 23 juillet 2019                     | 5 septembre 2022  |                          | Lui-même                 |
| Liz Truss (1975–)               |                    | Angleterre          | South West Norfolk                                                          | 5 septembre 2022                    | 24 octobre 2022   |                          | Elle-même                |
| Rishi Sunak (1980–)             |                    | Angleterre          | Richmond (Yorks)                                                            | 24 octobre 2022                     | 2 novembre 2024   |                          | Lui-même 2022–24         |
| Kemi Badenoch (1980–)           |                    | Angleterre          | North West Essex                                                            | 2 novembre 2024                     | en cours          |                          | Starmer 2024–            |